# Radovan Auer
Radovan Auer (* 21. ledna 1975 Šumperk) je český producent, manažer a politik, od roku 2016 ředitel festivalu Svět knihy, od roku 2018 zastupitel a v letech 2018 až 2019 a opět od roku 2022 radní Šumperka, od roku 2019 člen předsednictva TOP 09.

## Život
Narodil se v lednu 1975 v Šumperku. Studoval na Univerzitě Pardubice a na FAMU. Poté se živil zejména jako kulturní marketér. Pracoval na Mezinárodním filmovém festivalu Karlovy Vary a byl výkonným producentem filmu Samotáři a podílel se i na tvorbě filmu Babí léto. V letech 2014 až 2015 pracoval jako marketingový ředitel projektu Plzeň 2015 - Evropské hlavní město kultury.
V roce 2016 se stal ředitelem festivalu Svět knihy. Kromě toho je vedoucím Šumperského okrašlovacího spolku.

### Politické působení
V roce 2009 vstoupil do TOP 09. V komunálních volbách v roce 2010 za stranu neúspěšně kandidoval na funkci šumperského zastupitele na kandidátní listině subjektu TOP 09 a Mladá krev Šumperka. V komunálních volbách v roce 2014 sice opět neuspěl, když kandidoval na kandidátní listině TOP 09, ale stal se druhým náhradníkem. V krajských volbách v roce 2016 neúspěšně kandidoval do zastupitelstva Olomouckého kraje. Ve sněmovních volbách v roce 2017 poté kandidoval na 23. místě kandidátky TOP 09, ale nebyl zvolen.
První politický úspěch zaznamenal Auer v komunálních volbách v roce 2018, kdy byl na kandidátní listině uskupení ŠUMPERÁCI ze 2. místa zvolen zastupitelem města. Posléze byl navíc zvolen členem městské rady. V evropských volbách v roce 2019 poté neúspěšně kandidoval ze 17. místa kandidátní listiny subjektu STAROSTOVÉ (STAN) s regionálními partnery a TOP 09 na funkci europoslance. V září téhož roku byl odvolán z funkce šumperského radního. V listopadu téhož roku byl na sněmu strany zvolen členem jejího předsednictva. K roku 2019 byl předsedou místní organizace TOP 09 v Šumperku.
Dále kandidoval ve sněmovních volbách v roce 2021, a to na kandidátní listině koalice SPOLU, konkrétně na 5. místě. Získal 3 786 preferenčních hlasů a stal se čtvrtým náhradníkem. Na sněmu strany v listopadu 2021 obhájil funkci člena předsednictva strany. V souvislosti se jmenováním vlády Petra Fialy se o něm hovořilo jako o možném kandidátovi na ministra kultury. V komunálních volbách v roce 2022 poté díky preferenčním hlasům obhájil mandát šumperského zastupitele, když kandidoval na 6. místě kandidátní listiny subjektu ŠUMPERÁCI (STAN A TOP 09). Posléze byl opět zvolen radním města. Na sněmu TOP 09 v listopadu 2023 obhájil funkci člena předsednictva strany. V roce 2023 se navíc stal poradcem ministra kultury Martina Baxy z ODS.
V krajských volbách v roce 2024 kandidoval z 50. místa kandidátní listiny subjektu Spojenci24 s vámi (KDU-ČSL, TOP 09, Strana zelených, Nestraníci), ale nebyl zvolen. Ve sněmovních volbách v roce 2025 kandiduje na 15. místě kandidátní listiny koalice SPOLU v Olomouckém kraji.